# Jason McCaslin
Jason "Cone" McCaslin (North York, 3 september 1980) is de Canadese basgitarist van de poppunkband Sum 41, waarvan hij in november 1998 lid werd. McCaslin begon met basgitaar spelen toen hij 14 jaar oud was, als basgitarist van de grungeband Second Opinion.
Hij kreeg zijn bijnaam "Cone" op de middelbare school omdat hij vaak ijshoorntjes (ice cream cones) at tijdens de lunch.

## Carrière
McCaslin richtte samen met Todd Morse de band The Operation M.D. op, waarin hij bekendstaat als 'Dr. Dynamite'. Hij speelt onder andere basgitaar en zingt in die band. Hun eerste album, We Have An Emergency, kwam in 2007 alleen in Canada en Japan uit, maar hun tweede album, Birds + Bee Stings (2010), verscheen wereldwijd. McCaslin is bovendien muziekproducent. Hij produceerde voor de bands Shelter With Thieves, The Greatest Invention en The Strumbellas.

### Sum 41
McCaslin kwam bij Sum 41 in 1998. In 1999 kreeg de band een platencontract bij Island Records en in 2001 kwam hun eerste album All Killer No Filler uit. De eerste single van dat album, "Fat Lip", werd de grote doorbraak. Sum 41 bracht hierna nog vier albums uit: Does This Look Infected? (2002), Chuck (2004), Underclass Hero (2007) en Screaming Bloody Murder (2011). Op dit laatste album na behaalden alle albums platina. McCaslin heeft ook geacteerd in een stel korte filmpjes met de andere leden van Sum 41. In Basketball Butcher wordt hij vermoord en opgegeten door Steve Jocz, omdat McCaslin hem heeft verslagen met basketbal, en in 1-800-Justice speelde hij Dante, een drugshandelaar.

## Instrumenten
McCaslin gebruikt live een Fender '59 Re-Issue Precision Bass en tijdens opnamen een Fender American Vintage '62 Re-Issue Precision Bass.